# 亞普菲蘭特
《亞普菲蘭特》，是日本小說家田中芳樹的全一冊完結的小說。描繪20世紀初的一個歐洲虛構的王國中的冒險小說。小說與漫畫的台灣版皆由尖端出版社所出版。

## 漫畫版
由福山慶子（ふくやまけいこ）作畫。

## 外部連結
- - 小說（日語）
- - 劇場版動畫的音樂集CD（日語）
- （日語）
- 《亞普菲蘭特》公式本介紹